# Solna centrum
Solna centrum - skalna stacja sztokholmskiego metra, położona w gminie Solna, w dzielnicy Skytteholm. Leży na niebieskiej linii (T11). Dziennie korzysta z niej około 12 000 osób. 
Stacja leży pod Skytteholms parken, równolegle do Solnavägen, na głębokości 27-36 metrów. Posiada dwa wyjścia jedno znajduje się przy Frösundaleden między centrum handlowym Solna Centrum a Råsundastadion, drugie wyjście znajduje się między Centralvägen a Solnaplan (przy terminalu autobusowym). Otwarto ją 31 sierpnia 1975, wówczas składy jeździły na trasie Hjulsta-T-Centralen, posiada jeden peron.
Wnętrze stacji zaprojektowali Karl-Olov Björk (1975) i Anders Åberg (1992). Utrzymane jest ono w czerwono-zielonej kolorystyce (czerwone niebo), na malowidłach przedstawiane są problemy ekologiczne w dzielnicy Hagalund w latach 70. XX wieku (rozwój miasta, wycinanie i wypalanie lasów, rozwój przemysłu itp.). W zagłębieniach zobaczyć można rzeźby i modele np. spychacza podczas pracy lub łosia.
Około 1 km na północny wschód (ciągle Frösundaleden) od Solna centrum położona jest Solna station - stacja pendeltågu.

## Czas przejazdu
| Linia | Stacja          | Czas przejazdu | Stacja                                 | Czas przejazdu    |
| T11   | Akalla          | 12 min         | Västra skogen Fridhemsplan T-Centralen | 2 min 6 min 9 min |
| T11   | Kungsträdgården | 11 min         | Västra skogen Fridhemsplan T-Centralen | 2 min 6 min 9 min |

## Otoczenie
W najbliższym otoczeniu stacji znajdują się:
- Stadion narodowy - Råsundastadion
- Centrum handlowe Solna Centrum
- Ratusz gminy Solna
- Skytteholmsparken
- Plac sportowy (Skytteholms idrottsplats)
- Solna hembygdsmuseum
- Ekensbergskyrkan

## Galeria

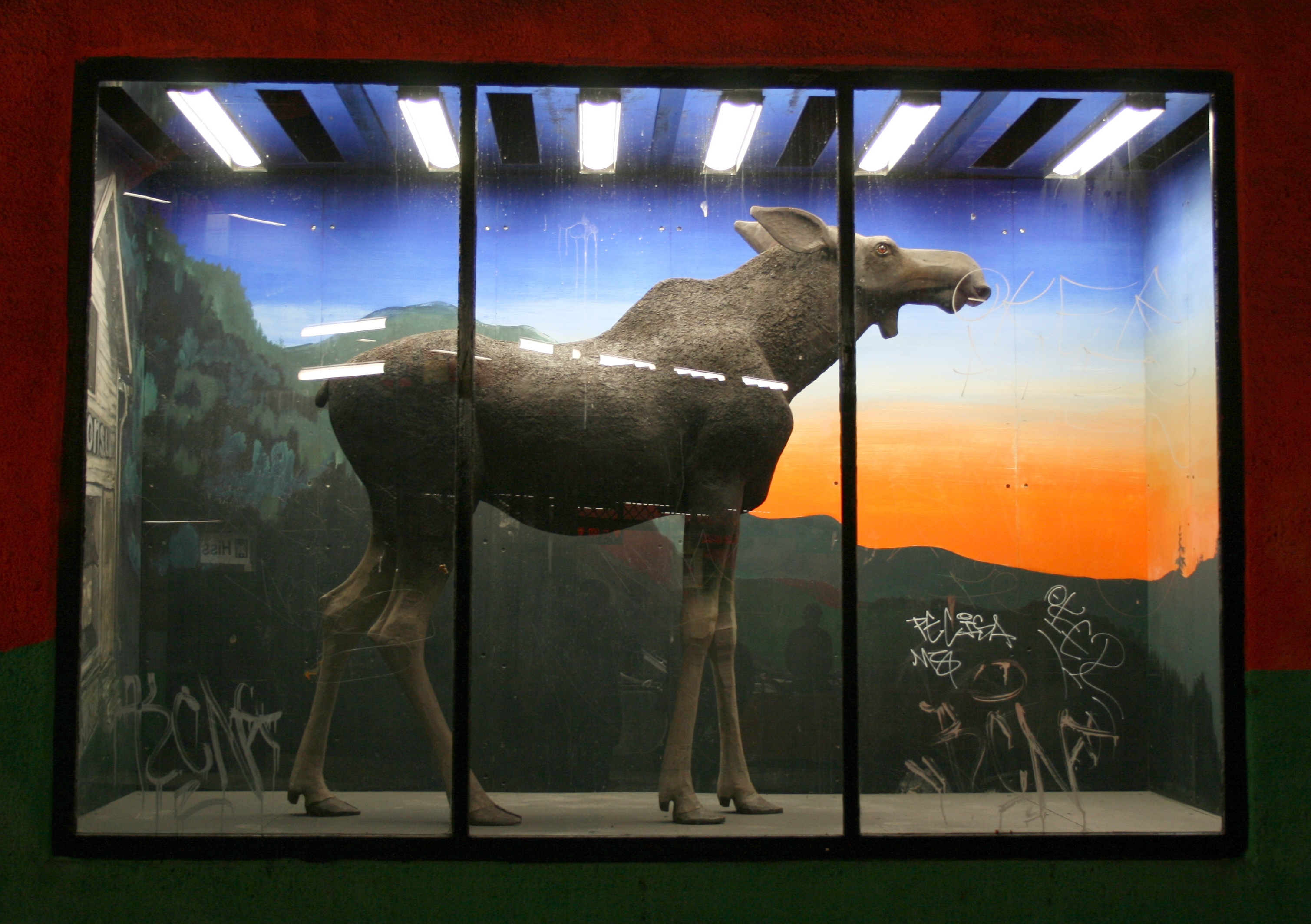
Łoś
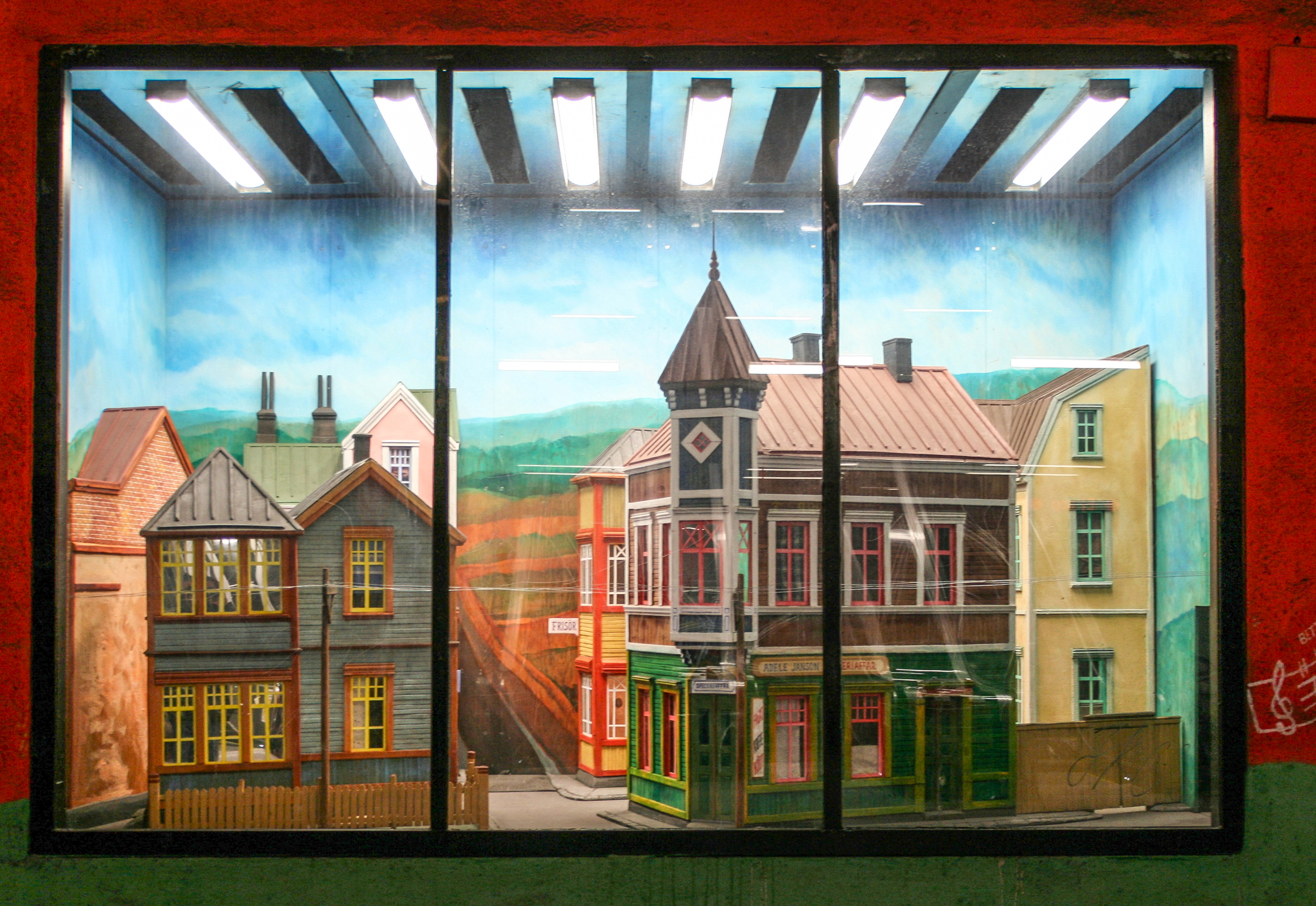
Makiety
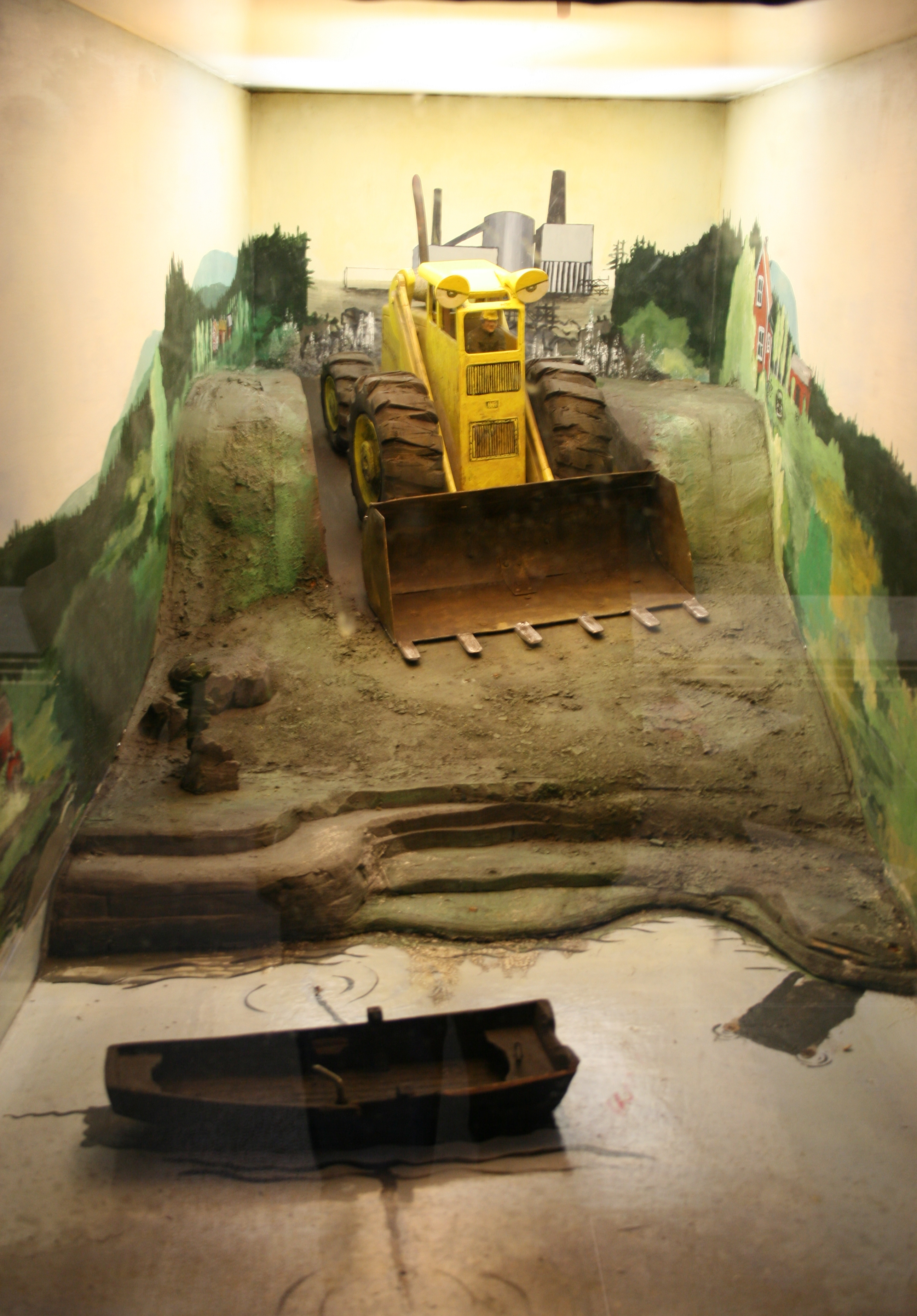
Model spychacza
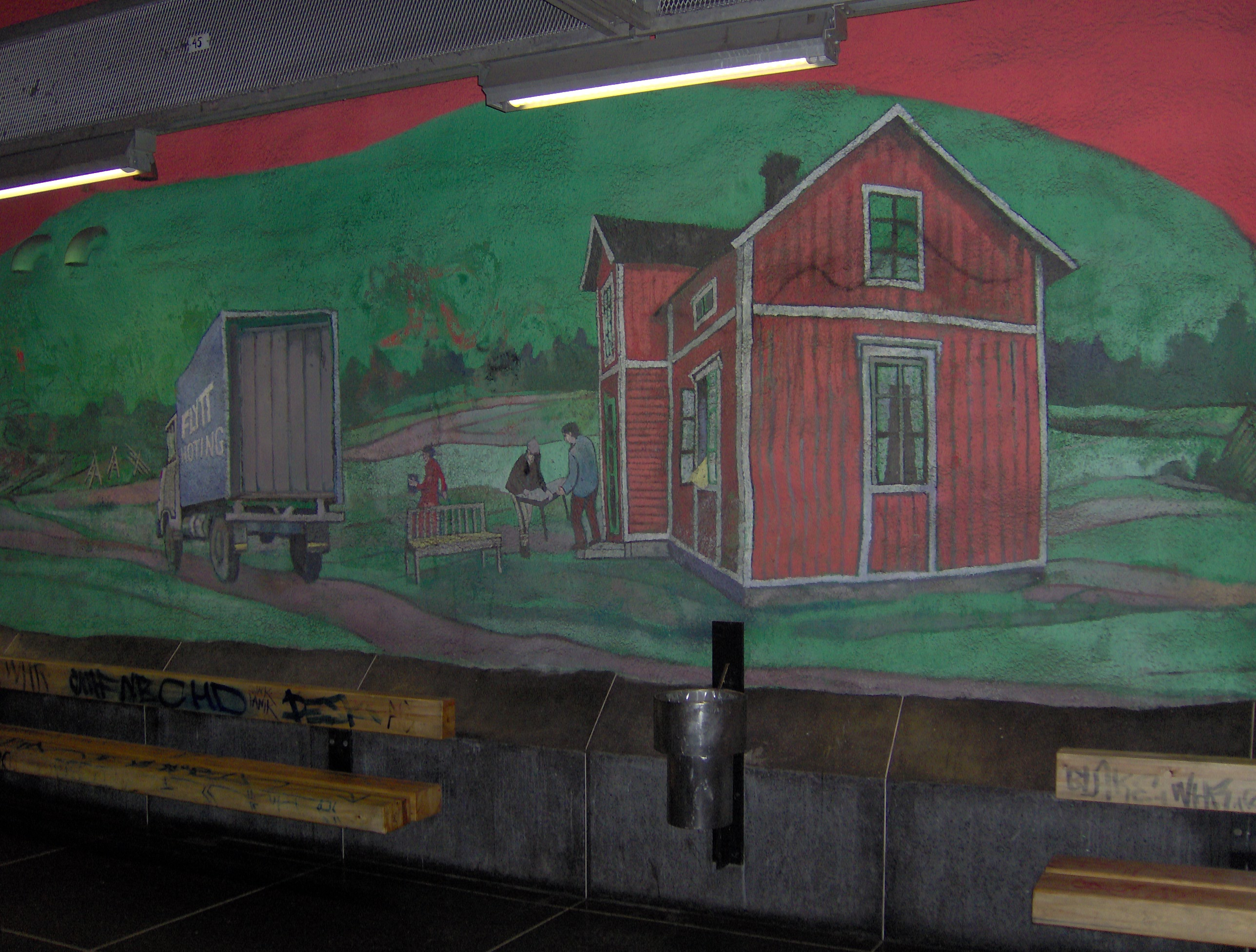
Malowidła
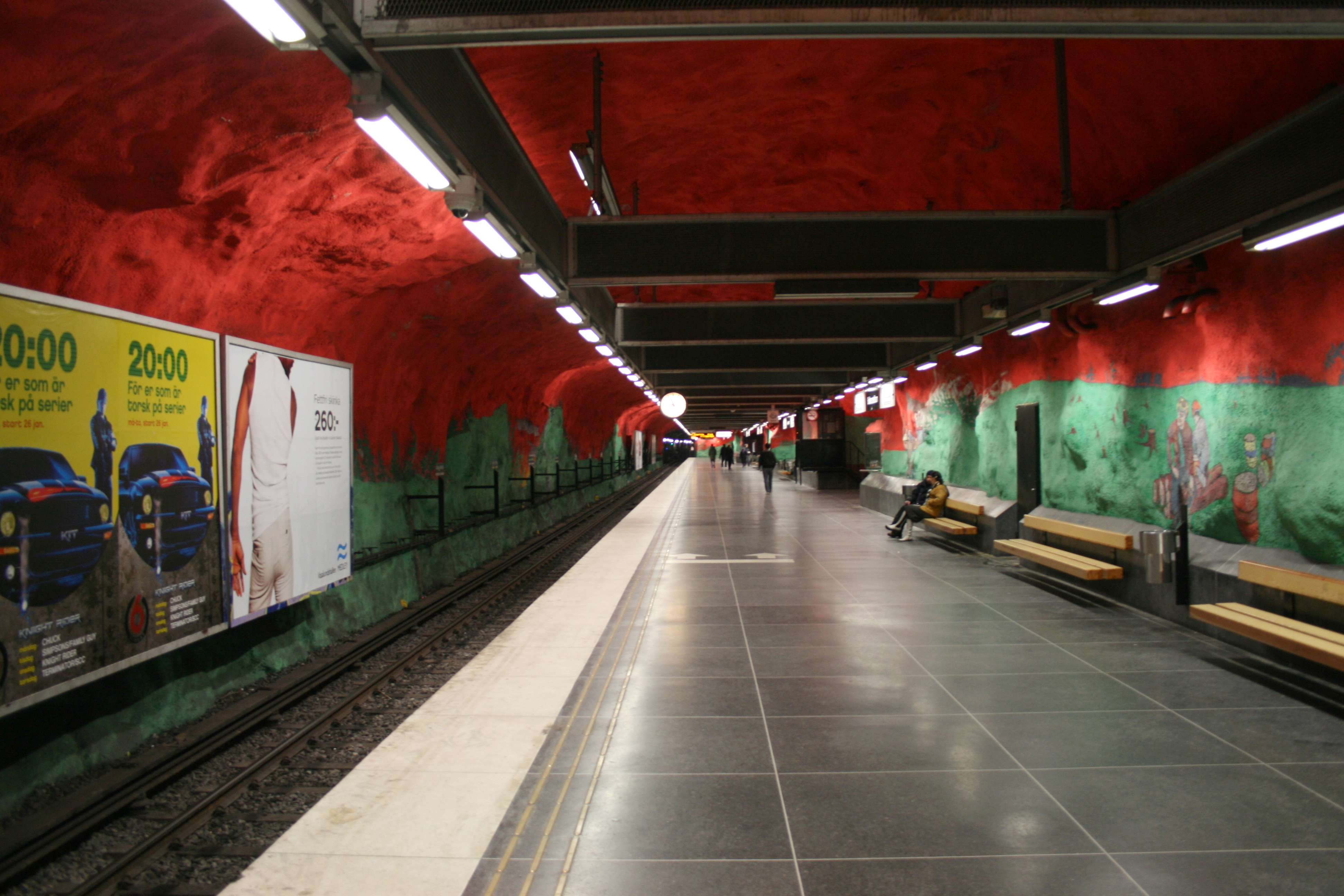
Peron